# (51569) Garywessen
(51569) Garywessen est un astéroïde de la ceinture principale.

## Description
(51569) Garywessen est un astéroïde de la ceinture principale. Il fut découvert le 18 avril 2001 à Eskridge par Gary Hug. Il présente une orbite caractérisée par un demi-grand axe de 2,70 UA, une excentricité de 0,19 et une inclinaison de 13,7° par rapport à l'écliptique.

## Compléments